# Betula platyphylla
Betula platyphylla Sukaczev là một loài thực vật có hoa trong họ Betulaceae. Loài này được Sukaczev mô tả khoa học đầu tiên năm 1911.

## Hình ảnh

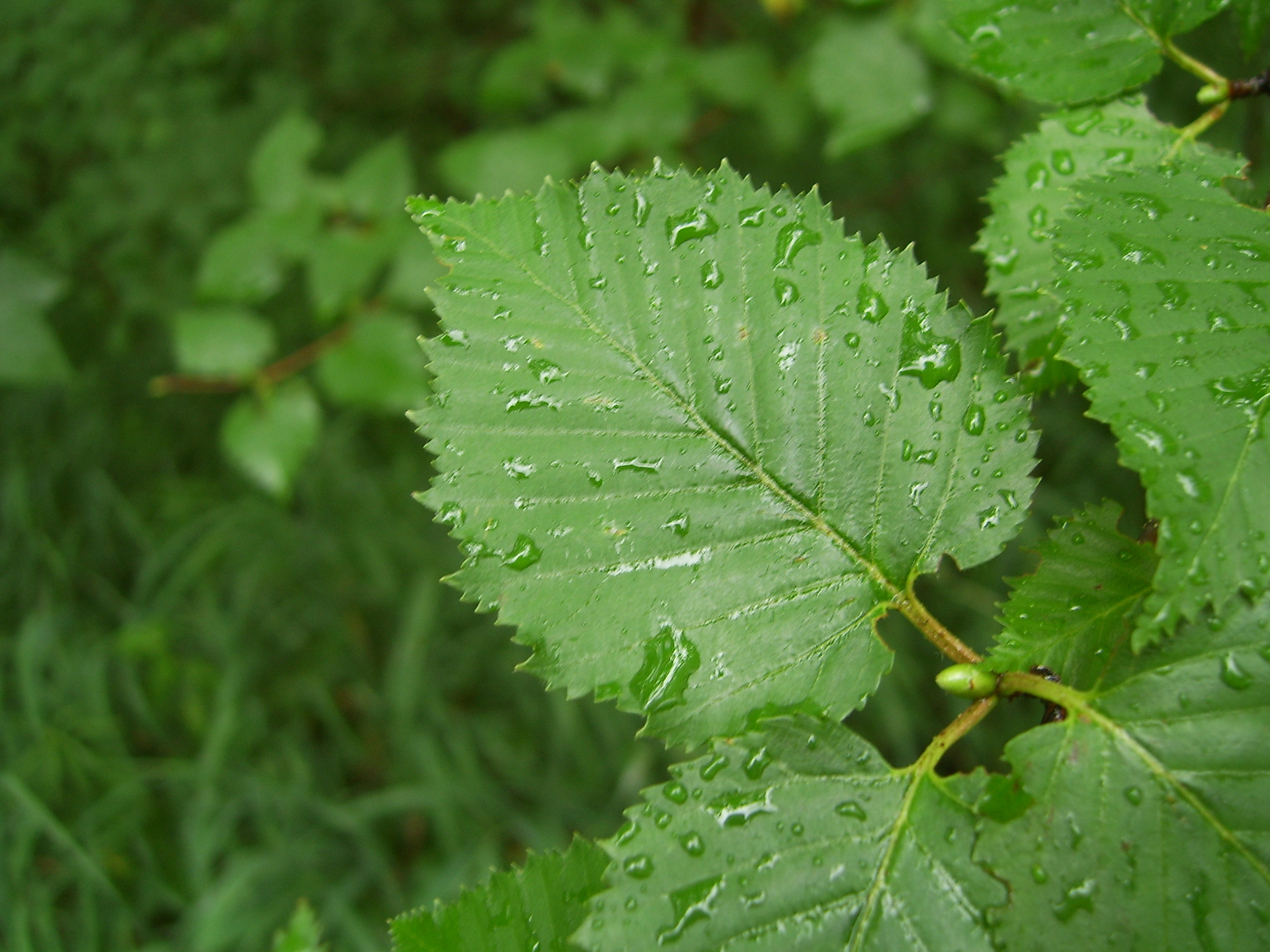
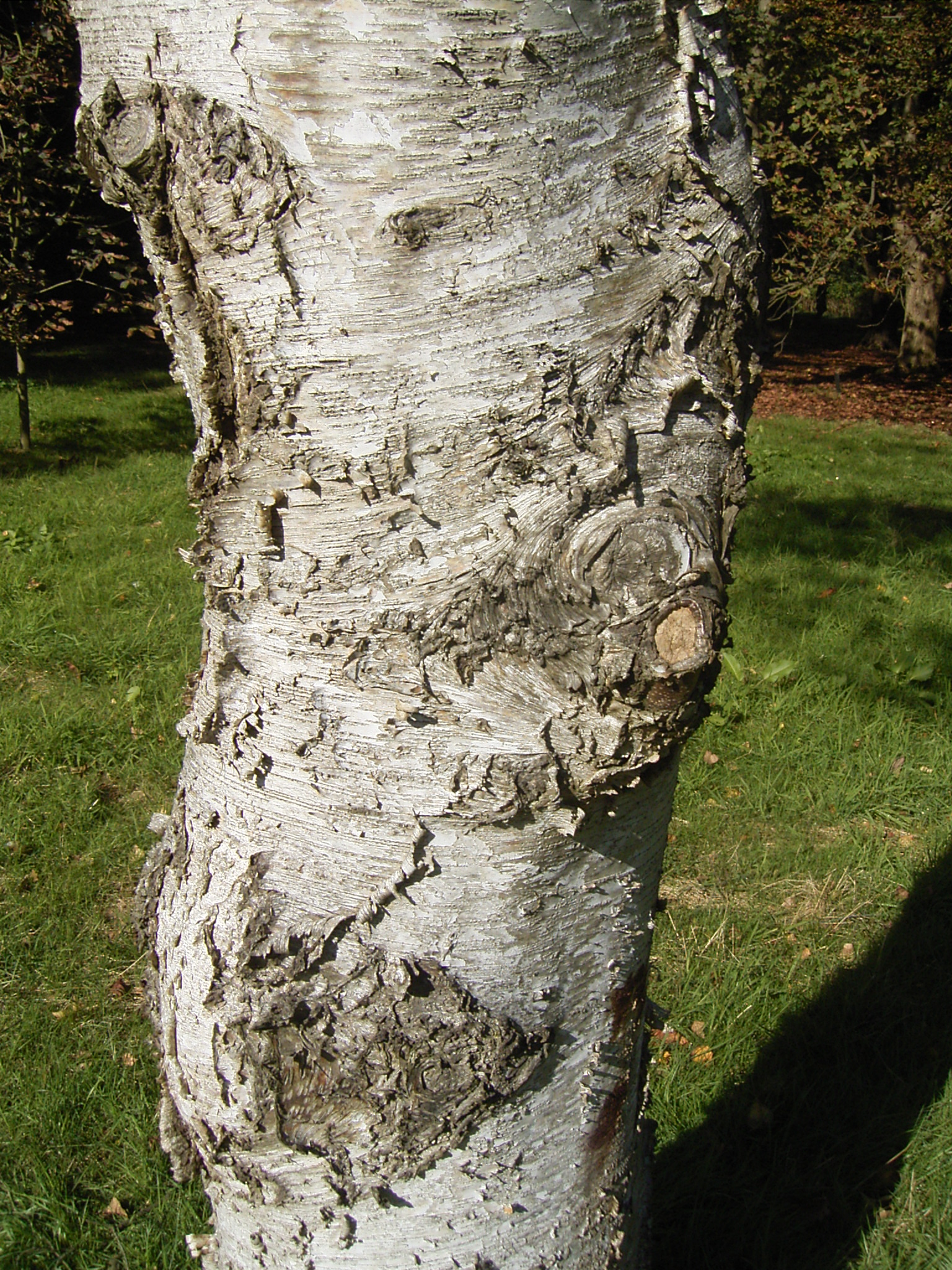
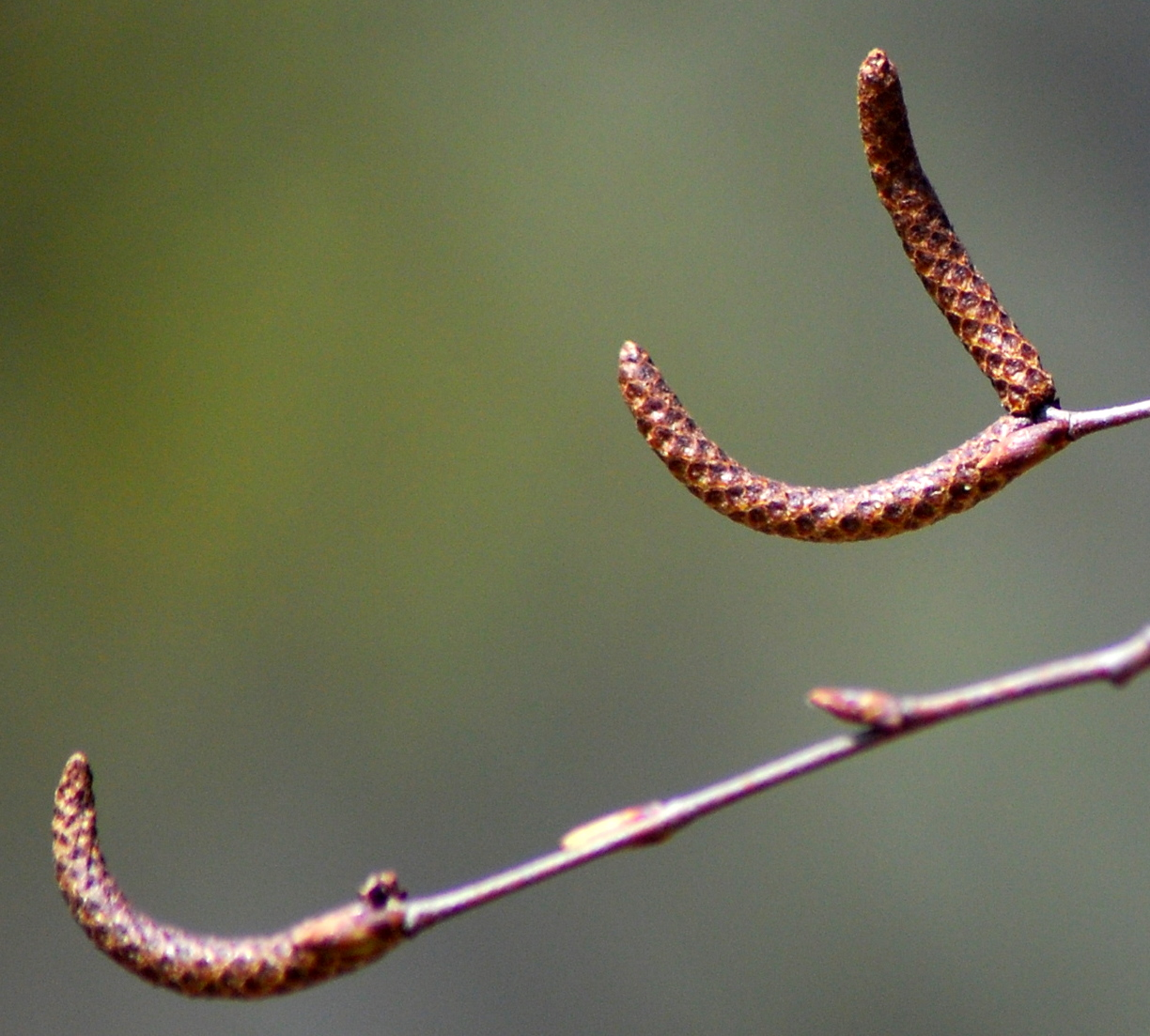
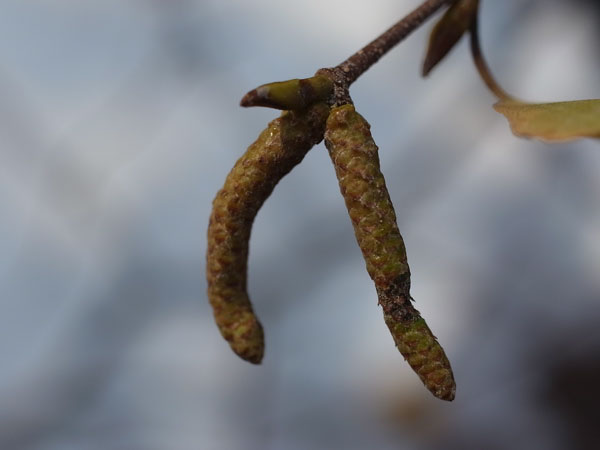